# Ļ
O Ļ (minúscula: ļ) é uma letra (L latino, adicionado de uma vírgula) utilizada no alfabeto Letão, para indicar som próximo ao dígrafo 'lh', em Português. 